# Olšany (ort i Tjeckien, Plzeň)
Olšany är en ort i Tjeckien.   Den ligger i regionen Plzeň, i den västra delen av landet, 100 km sydväst om huvudstaden Prag. Olšany ligger 519 meter över havet och antalet invånare är 201.
Terrängen runt Olšany är lite kuperad. Runt Olšany är det ganska tätbefolkat, med 52 invånare per kvadratkilometer. Närmaste större samhälle är Blatná, 18,6 km öster om Olšany. Omgivningarna runt Olšany är en mosaik av jordbruksmark och naturlig växtlighet.